# United World Rebellion: Chapter One
| Recensione | Giudizio |
| ---------- | -------- |
| AllMusic   |          |

United World Rebellion: Chapter One è un EP del gruppo musicale statunitense Skid Row, pubblicato nel 2013.

## Tracce
1. Kings of Demolition – 4:10
2. Let's Go – 2:55
3. This Is Killing Me – 4:56
4. Get Up – 4:57
5. Stitches – 3:42

Tracce bonus dell'edizione britannica
1. Fire Fire
2. United

## Formazione
- Johnny Solinger – voce
- Rachel Bolan – basso, voce
- Scotti Hill – chitarra solista e ritmica
- Dave Sabo – chitarra solista e ritmica, voce
- Rob Hammersmith – batteria, percussioni